# Sturnira mordax
Sturnira mordax — вид родини листконосові (Phyllostomidae), ссавець ряду лиликоподібні (Vespertilioniformes, seu Chiroptera).

## Середовище проживання
Країни проживання: Коста-Рика, Панама. Значною мірою пов'язаний з вологими місцями проживання і тропічними вічнозеленими лісами, сухими лісами, і листяними лісами.

## Звички
Плодоїдний але, можливо, харчується нектаром і пилком. Вагітні самиці були зафіксовані у квітні.

## Загрози та охорона
Загроз нема. Зустрічаються в природоохоронних районах.